# Chris MacDonald
Chris MacDonald (født 10. januar 1973 i Seattle, USA) er en amerikansk foredragsholder og klummeskribent, der har boet i Danmark siden 1999.
Han afholder foredrag og workshops om sund livsstil, motivation, personlig udvikling, lederskab, coaching og teambuilding over hele landet.

## Privat
Chris MacDonald er søn af tidligere pilot, Cal MacDonald, og Valerie MacDonald.
I 2005 deltog Chris MacDonald i Race Across America. Chris MacDonald fik en sølvmedalje og titlen 'Rookie of the Year'. Race Across America er et 5.000 km non-stop løb fra kyst til kyst tværs over USA på cykel. Rytterne tilbringer mere end 21 – 22 timer i sadlen hvert døgn og krydser både bjergkæden Rocky Mountains og Mojave-ørkenen.
MacDonald er – på trods af mange års bosættelse i Danmark – fortsat amerikansk statsborger, men sagde ved Alt For Damerne Kvindeløb 2016 i Aarhus, at han arbejder på at anskaffe sig dansk statsborgerskab. 
Chris MacDonald er bosat i Karrebæksminde i Næstved kommune. 

## Karriere
MacDonald arbejder med sundhed, træning og kost. Han er uddannet cand. scient. i Human Fysiologi ved Københavns Universitet og er grundlægger af Sundhed i Balance og Strong Body Strong Mind konceptet. 
Chris MacDonald har medvirket i flere TV-programmer, blandt andet By på Skrump, Chris på Chokoladefabrikken, Chris på skolebænken, Chris på vægten og U-turn - en sidste chance, som alle blev sendt på DR.
Chris MacDonald har stiftet Just Human, en non-profit organisation, som arbejder for at øge trivslen for unge og deres rollemodeller. 

## Ekstern henvisning
- MacDonalds hjemmeside
- Just Humans hjemmeside https://www.justhuman.com/